# Kurt L. Levy

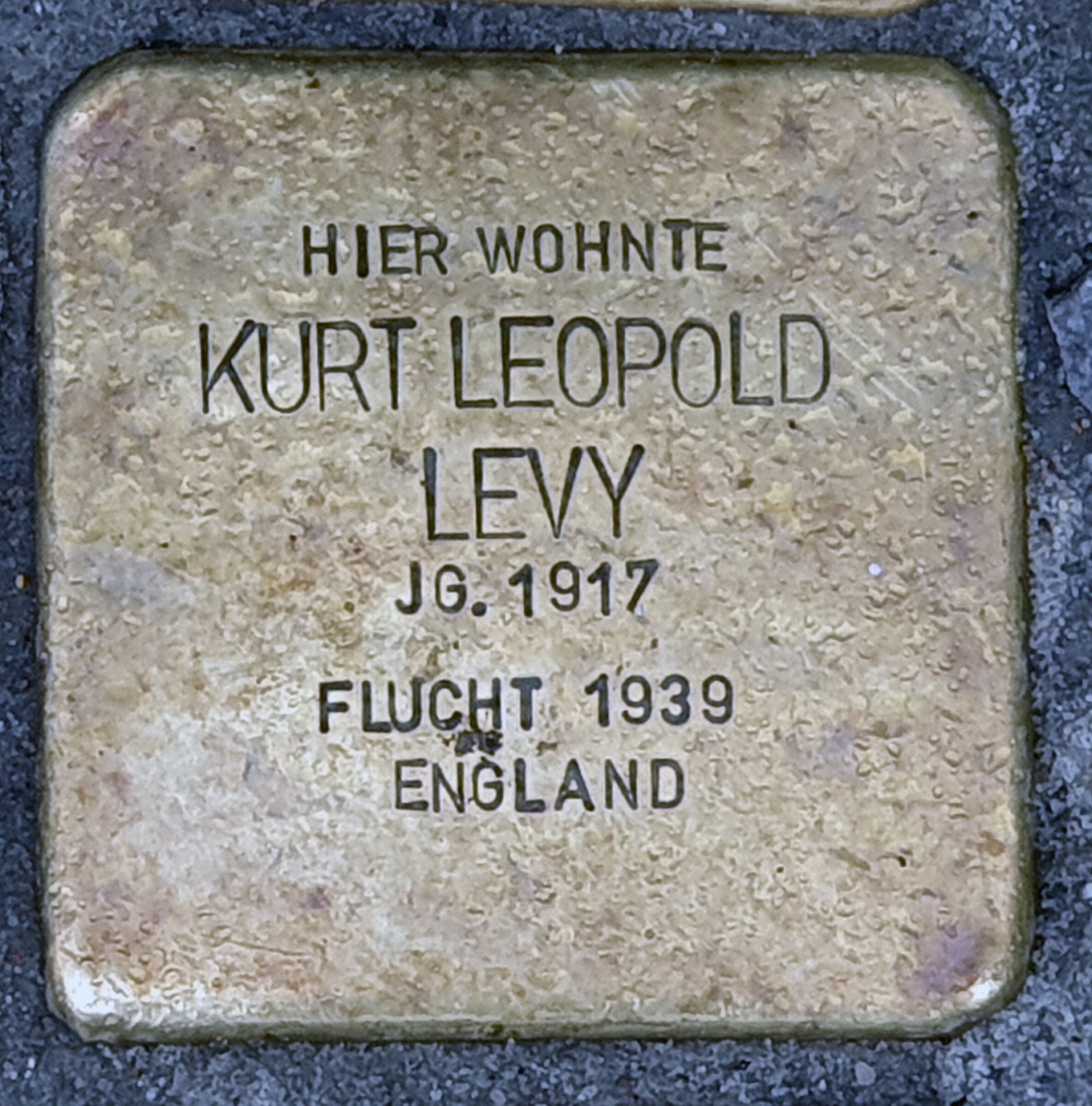
Stolperstein am Haus, Knesebeckstraße 49, in Berlin-Charlottenburg

Kurt L. Levy (* 10. Juli 1917 in Berlin; † Juni 2000) war ein deutsch-kanadischer Romanist, Hispanist und Hochschullehrer.

## Leben
Kurt Leopold Levy (der bis 1920 Davidsohn hieß) machte 1935 in Berlin Abitur, erhielt aber als Jude im NS-Staat keine Studienerlaubnis. Im Juli 1939 emigrierte er (ohne die Eltern, die 1941 Selbstmord begingen) über England nach Kanada und studierte ab 1942 an der University of Toronto Französisch, Deutsch und Spanisch. 1946 machte er den Magisterabschluss. 1954 wurde er promoviert. Die 1945 an derselben Universität begonnene Lehrlaufbahn führte ihn über alle Stufen 1965 zu einem Lehrstuhl (Full Professor). Levy forschte vor allem im Bereich der spanischen Literaturwissenschaft.
Am 23. März 2023 wurde vor seinem ehemaligen Wohnort, Berlin-Charlottenburg, Knesebeckstraße 49, ein Stolperstein verlegt.

## Veröffentlichungen (Auswahl)
- Vida y obras de Tomás Carrasquilla genitor del regionalismo en la literatura hispano-americana. Bedout, Medelín 1958. (spanische Fassung der Dissertation)
- Book list on Latin America for Canadians = Liste de livres sur l’Amérique latine à l’intention des Canadiens. Ottawa 1969.
- (Hrsg. mit Keith Ellis) El ensayo y la crítica literaria en Iberoamérica memoria del XIV Congreso Internacional de Literatura Iberoamericana, Universidad de Toronto, Toronto, Canada, 24-28 de Agosto de 1969. Toronto 1970.
- (Hrsg.) Tomas Carrasquilla: La Marquesa de Yolombó. Instituto Caro y Cuervo, Bogotá 1974.
- Tomás Carrasquilla. Twayne, Boston 1980. (spanisch: Medellín 1985)
- (Hrsg. mit anderen) Calderón and the baroque tradition. Proceedings of an international symposium on Calderón and the Baroque tradition ... held at St. Michael’s College, University of Toronto, April 10–11, 1981. Waterloo, Ont. 1985.
- (Hrsg. mit anderen) Camōes and his times. Papers read at the international colloquium in commemoration of the fourth centenary of the poet’s death, held at St. Michael’s College, University of Toronto, April 11–12, 1980. Toronto 1987.
- (Hrsg.) Efe Gómez. Bogotá 1992.
- Mi deuda con Antioquia. Medellín 1995. (Sammelschrift)